# Aedes subbasalis
Aedes subbasalis är en tvåvingeart som beskrevs av Nikolas Vladimir Dobrotworsky 1962. Aedes subbasalis ingår i släktet Aedes och familjen stickmyggor. Inga underarter finns listade i Catalogue of Life.